# Вилела, Авелар Брандан
Авелар Брандан Вилела (порт. Avelar Brandão Vilela; 13 июня 1912, Висоза, Бразилия — 19 декабря 1986, Сан-Салвадор-да-Баия, Бразилия) — бразильский кардинал. Епископ Петролины с 13 июня 1946 по 5 ноября 1955. Архиепископ Терезины с 5 ноября 1955 по 25 марта 1971. Архиепископ Сан-Салвадора-да-Байя и примас Бразилии с 25 марта 1971 по 19 декабря 1986. Кардинал-священник с титулом церкви Святых Вонифатия и Алексия с 5 марта 1973.